# Main Event der World Series of Poker 2006
Das Main Event der World Series of Poker 2006 war das Hauptturnier der 37. Austragung der Poker-Weltmeisterschaft in Paradise am Las Vegas Strip.

## Turnierstruktur

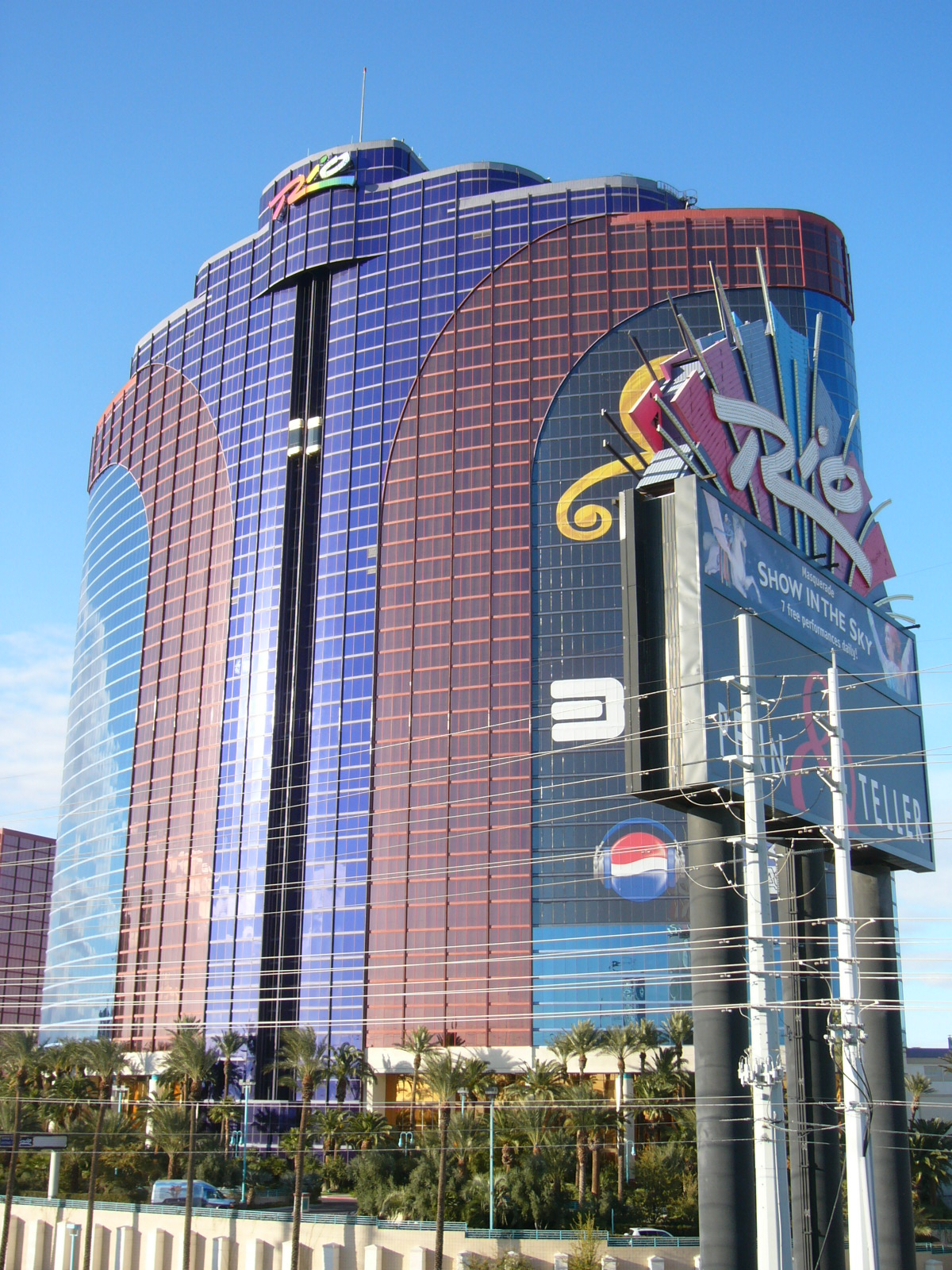
Das Rio All-Suite Hotel and Casino am Las Vegas Strip

Das Hauptturnier der World Series of Poker (WSOP) in No Limit Hold’em startete am 28. Juli und wurde am 4. August, nachdem nur noch neun Spieler verblieben waren, unterbrochen. Der Finaltisch wurde ab dem 10. August 2006 gespielt. Ausgetragen wurde das Turnier im Rio All-Suite Hotel and Casino in Paradise. Die insgesamt 8773 Teilnehmer mussten ein Buy-in von je 10.000 US-Dollar zahlen, für sie gab es 873 bezahlte Plätze. Damit war es bis 2023 das größte WSOP-Main-Event. Beste Frau war Sabyl Cohen-Landrum, die den 56. Platz für mehr als 120.000 US-Dollar belegte.

## Deutschsprachige Teilnehmer
Folgende deutschsprachige Teilnehmer konnten sich im Geld platzieren:
| Platz | Herkunft    | Spieler            | Preisgeld (in $) |
| ----- | ----------- | ------------------ | ---------------- |
| 038   | Schweiz     | Marc Friedmann     | 247.399          |
| 081   | Deutschland | Sebastian Zavarshy | 065.973          |
| 239   | Osterreich  | Markus Golser      | 042.882          |
| 305   | Deutschland | George Danzer      | 038.759          |
| 662   | Deutschland | Tom Richter        | 019.050          |
| 785   | Schweiz     | Dominick Baud      | 015.504          |

## Finaltisch
Der Finaltisch begann am 10. August 2006. In der finalen Hand gewann Gold mit Q♠ 9♣ gegen Wasicka mit 10♥ 10♠. Die 12 Millionen US-Dollar waren das höchste Preisgeld, das bis dahin bei einer Sportveranstaltung ausgelobt wurde. Dieser Rekord wurde erst 2012 durch das Big One for One Drop gebrochen.
| Platz | Herkunft           | Spieler          | Alter * | Preisgeld (in $) |
| ----- | ------------------ | ---------------- | ------- | ---------------- |
| 1     | Vereinigte Staaten | Jamie Gold       | 36      | 12.000.000       |
| 2     | Vereinigte Staaten | Paul Wasicka     | 25      | 06.102.499       |
| 3     | Vereinigte Staaten | Michael Binger   | 29      | 04.123.310       |
| 4     | Vereinigte Staaten | Allen Cunningham | 29      | 03.628.513       |
| 5     | Vereinigte Staaten | Rhett Butler     | 44      | 03.216.182       |
| 6     | Vereinigte Staaten | Richard Lee      | 55      | 02.803.851       |
| 7     | Vereinigte Staaten | Douglas Kim      | 22      | 02.391.520       |
| 8     | Schweden           | Erik Friberg     | 23      | 01.979.189       |
| 9     | Vereinigte Staaten | Dan Nassif       | 33      | 01.566.858       |